# 영암 성풍사지 오층석탑
영암 성풍사지 오층석탑(靈巖 聖風寺址 五層石塔)은 대한민국 전라남도 영암군 영암읍 용흥리, 성풍사지에 있는 고려시대의 오층석탑이다. 1992년 1월 15일 대한민국의 보물 제1118호로 지정되었다.

## 개요
성풍사터에 서 있는 탑으로, 전체의 무게를 받쳐주는 기단(基壇)을 2단으로 두고, 5층의 탑신(塔身)을 쌓아 올렸다.
기단은 각 층 모두 네 면의 모서리와 가운데에 기둥 모양을 도드라지게 새겨 놓았다. 탑신은 각 층의 몸돌과 지붕돌을 각각 하나의 돌로 새겨 쌓아 올렸으며, 몸돌의 모서리마다 건물의 기둥을 세운 듯 기둥 모양을 본떠 새겨 놓았다. 지붕돌은 얇으며, 밑면의 받침이 3층까지는 4단이고, 4·5층은 3단으로 줄어들어 일정하지 않다. 처마의 네 귀퉁이는 아래에서 올려볼 때 뾰족하게 보일만큼 날카롭게 솟아있다. 꼭대기의 머리장식으로는 노반과 복발만이 남아있다.
탑안에서 발견된 유물을 통해 고려 목종 12년(1009)에 이 탑을 세웠음을 알 수 있다. 예전에는 이 터에서 무너진 채 있었는데, 1986년 3층의 지붕돌과 5층의 몸돌, 지붕돌을 새로 만들어 복원해 놓았다. 석탑은 그 만든 시기를 확실히 알 수 있는 것이 드문데, 이 탑은 기록을 통해 정확한 연대를 알 수 있고 또 거의 완전하게 복원된 작품이다.

## 참고 문헌
- 영암 성풍사지 오층석탑 - 국가유산청 국가유산포털